# Робер-Уден, Жан Эжен
Жан Эжен Робер-Уден (также Робер-Гуден, фр. Jean-Eugène Robert-Houdin; 7 декабря 1805[…], Блуа, Первая французская империя — 13 июня 1871[…], Сен-Жерве-ла-Форе, Третья французская республика) — французский иллюзионист, прозванный «отцом современных иллюзионистов».
Жан Эжен был по первому образованию часовщиком. До начала деятельности Робер-Удена иллюзионисты выступали лишь на ярмарках и в дешёвых кабачках, но не на театральной сцене. Ранее считалось, что именно Робер-Уден первым из фокусников облачился в сценический фрак, чтобы улучшить имидж фокусников, но это не так — знаменитый французский фокусник и чревовещатель Конт выходил на сцену во фраке и до Робер-Удена.
В 1856 год Уден, по просьбе его почитателя отправился в тур по Алжиру, где продемонстрировал лидерам местных племён, что может творить чудеса не хуже их колдунов-марабутов.
Робер-Уден в будущем стал кумиром американского иллюзиониста Гарри Гудини, чей итальянизированный псевдоним даже был позаимствован им из второй части фамилии его знаменитого французского предшественника, позднее однако американский Гудини написал книгу и с критикой бывшего идола.
В Блуа можно посетить дом-музей иллюзиониста Робер-Удена.
Робер-Уден написал следующие книги:
- «Тайны престидижитатора» — 1858;
- «Разоблачение плутовства греков» — 1861 (переведена на русский в 1863);
- «Секреты престидижитации и магии» — 1868.

В 1890—1910-х годах владельцем небольшого театра (13,5Х6,5 метров), носившего имя «Робер Уден», был выдающийся французский кинематографист и изобретатель трюковой киносъёмки Жорж Мельес, который начинал свою карьеру как иллюзионист и специалист по созданию театральных механических эффектов.
А. А. Вадимов указывал, что «Все автоматы были сделаны самим Гудэном(Уденом), многие из них он же изобрел. Иллюзионы его настолько оригинальны, что до сих пор используются в репертуаре фокусников».

## В современной культуре
Робер-Удена как «величайшего фокусника всех времён» цитирует в начальной сцене своего последнего фильма Орсон Уэллс.
Самые знаменитые трюки Робер-Удена — «Апельсиновое дерево» и «Бабочки» демонстрируются в фильме «Иллюзионист»